# Kyprejovité
Kyprejovité (Lythraceae) je čeleď dvouděložných rostlin z řádu myrtotvaré (Myrtales). Čeleď zahrnuje dřeviny i byliny, vodní i mangrovové rostliny. Je celosvětově rozšířena a zahrnuje přes 600 druhů ve 30 rodech. Mezi charakteristické znaky náležejí jednoduché, vstřícné listy a květy se svraskalými korunními lístky. Nejvíce druhů roste v tropech a subtropech. V České republice se vyskytuje několik druhů rodu kyprej, kalužník šruchový a kotvice plovoucí. Na základě fylogenetických výzkumů byly do kyprejovitých vřazeny bývalé čeledi kotvicovité, marhaníkovité a kuželovníkovité.
Kyprejovité mají dosti různorodé využití. Marhaník granátový je v subtropech pěstován jako ovoce, henovník bílý je zdrojem známého barviva, heimie je používána v Mexiku jako halucinogen, pukoly i některé jiné rody se pěstují v tropech jako okrasné dřeviny. Některé tropické druhy jsou zdrojem tvrdého dřeva.

## Popis
Kyprejovité jsou byliny, stromy, keře a polokeře zpravidla se vstřícnými celokrajnými jednoduchými listy. Palisty jsou silně redukované (často jen na řadu chlupů v paždí listů) nebo chybějí. Jen výjimečně jsou listy střídavé nebo přeslenité. Žilnatina je zpeřená. Mladé stonky a větévky jsou často čtverhranné až úzce křídlaté. Rostliny jsou lysé nebo pokryté jednoduchými, vidličnatými nebo žlaznatými chlupy, které mohou být prokřemenělé.
Květy jsou pravidelné až silně dvoustranně souměrné, většinou oboupohlavné, ve vrcholových nebo úžlabních květenstvích různých typů nebo řidčeji jednotlivé. Kalich i koruna jsou v různých počtech, nejčastěji 4 až 8, zřídka je korunních lístků více nebo naopak koruna chybí. Kalich je často dužnatý. Laloky kalicha nasedají na češuli, někdy označovanou jako korunní trubka nebo také nesprávně jako kališní trubka. Korunní lístky jsou volné, opadavé, většinou charakteristicky pomačkané, bílé, žluté, růžové nebo fialové. Tyčinek je 4 až mnoho, nejčastěji ve dvou kruzích. Semeník je svrchní až spodní, srostlý ze 2 až 4 plodolistů, s mnoha vajíčky a jedinou čnělkou. Plodem je mnohasemenná tobolka, výjimečně bobule nebo jiný typ plodu.

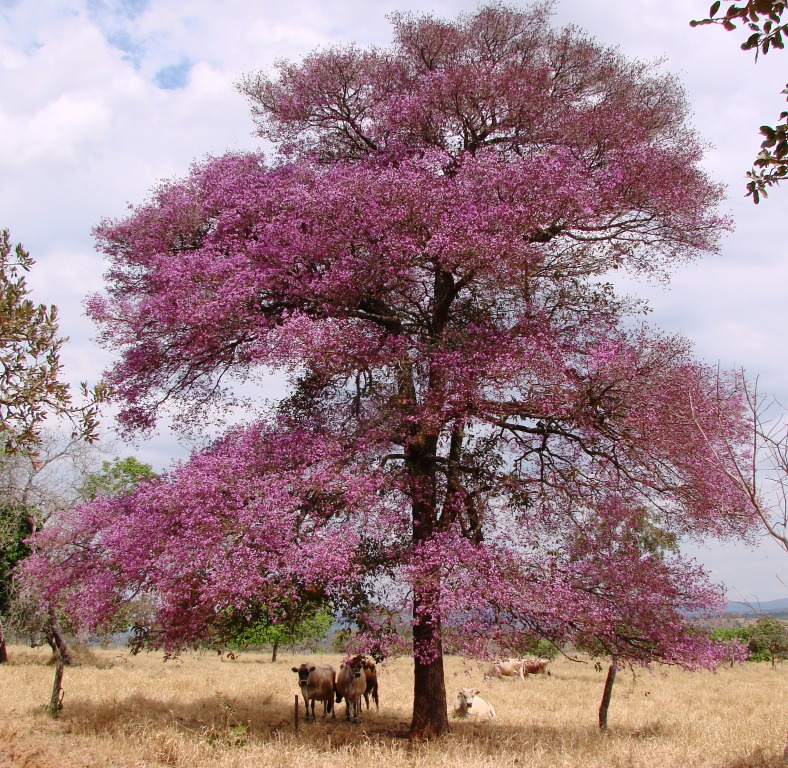
Rozkvetlý strom Physocalymma scaberrimum
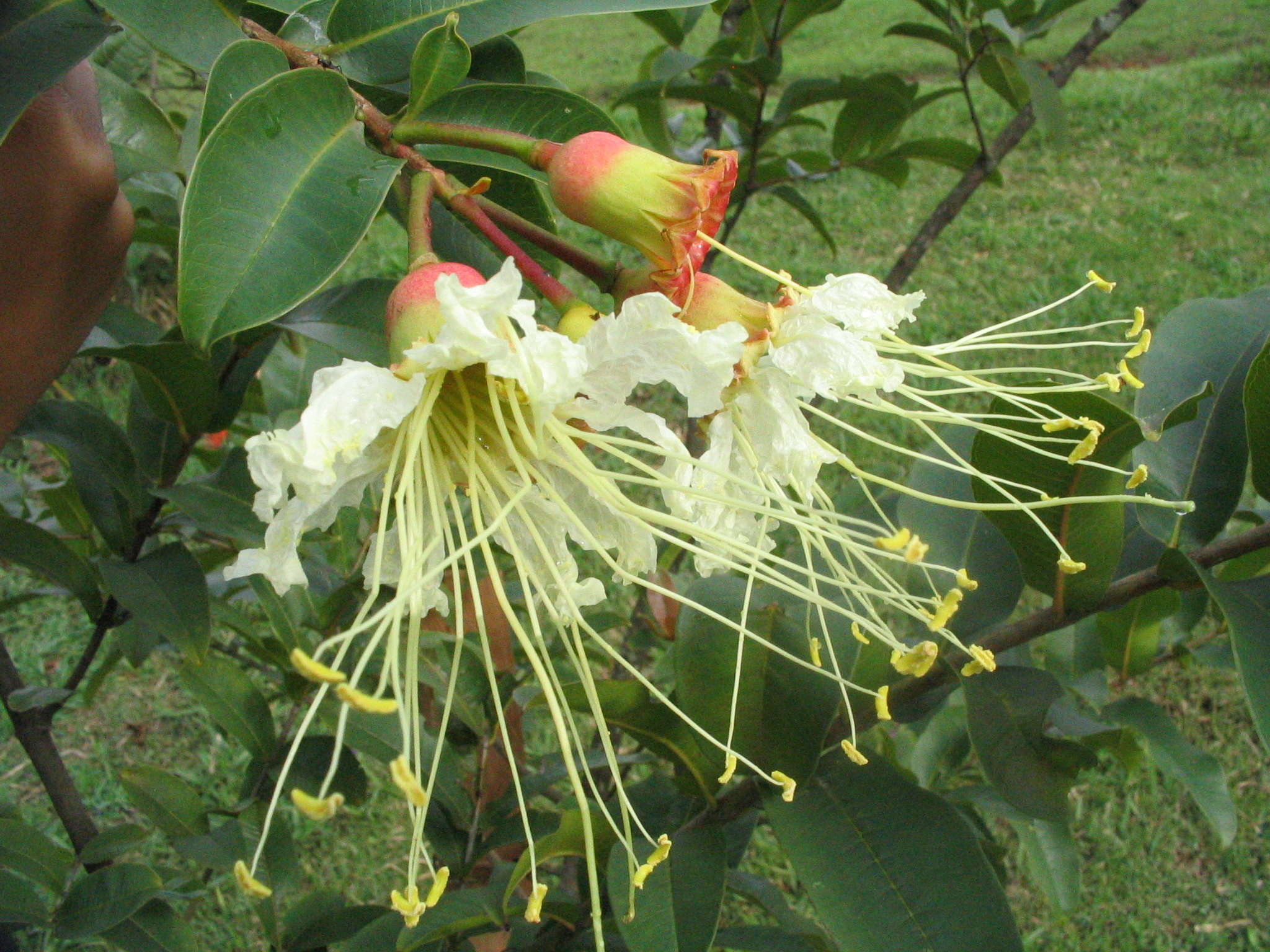
Kvetoucí lafénzie Lafoensia pacari
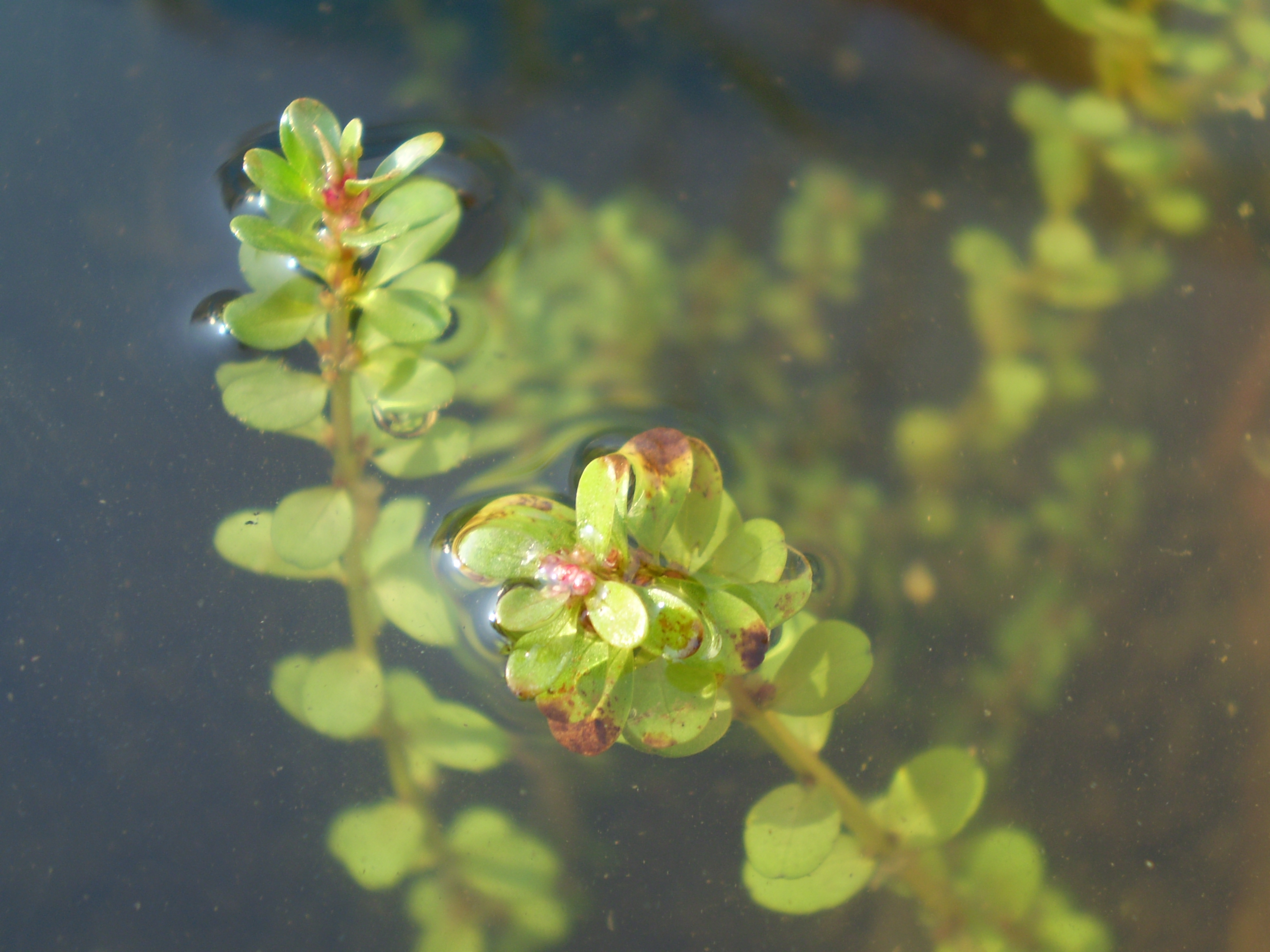
Kolovka Rotala indica
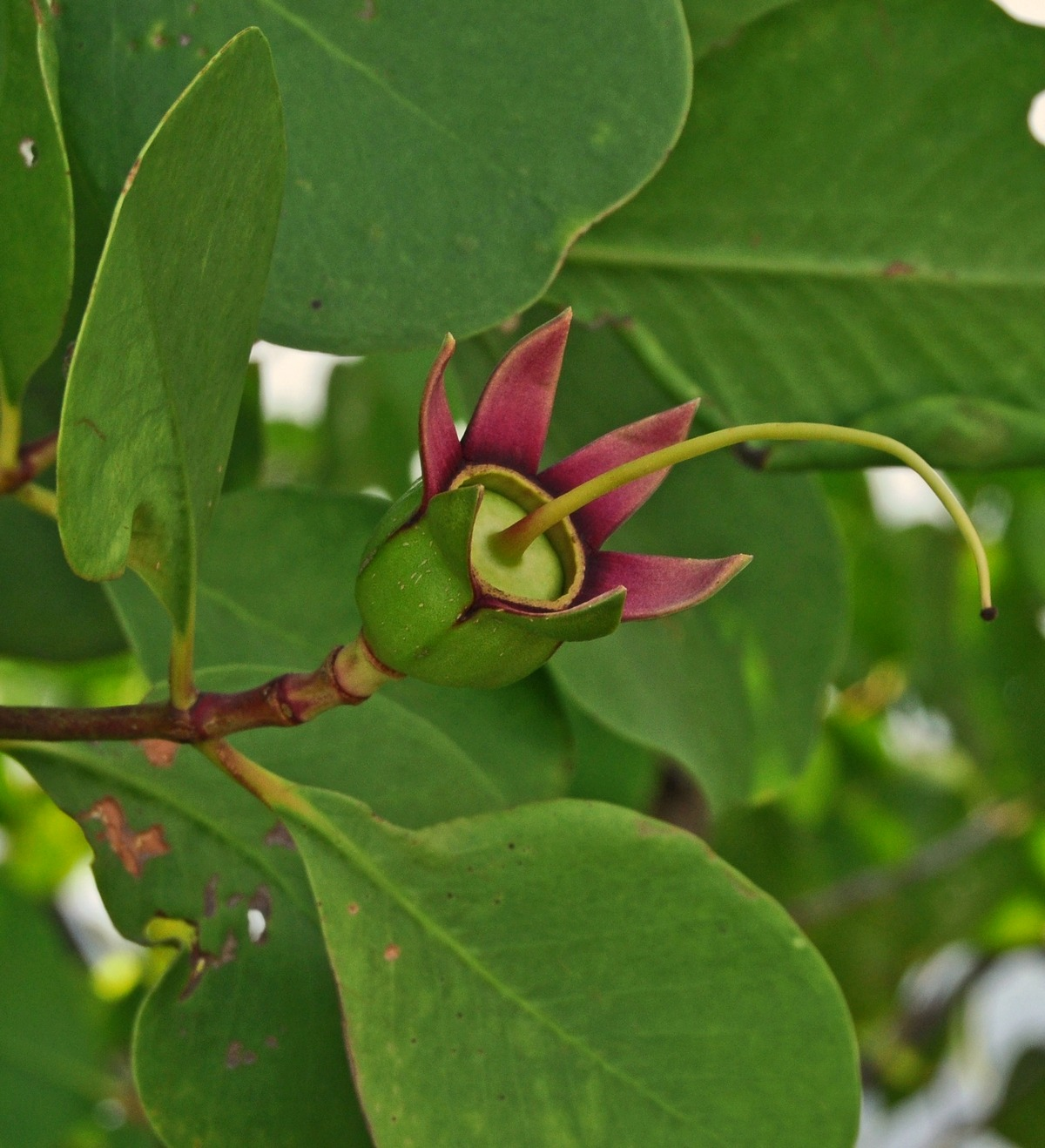
Plod kuželovníku Sonneratia alba

## Rozšíření
Čeleď zahrnuje asi 620 druhů ve 30 rodech. Největší rody jsou hlazenec (Cuphea, asi 250 druhů), tuhanka (Ammannia, 84), Diplusodon (75) a pukol (Lagerstroemia, 55 druhů). Více než polovina (celkem 19) rodů obsahuje jen 3 nebo méně druhů. Kyprejovité jsou rozšířeny po celém světě, nejvíce druhů se vyskytuje v tropech a subtropech. Dva z největších rodů (hlazenec a Diplusodon) mají centrum rozšíření ve vrchovinách východní Brazílie.
Zástupci čeledi se vyskytují na nejrůznějších typech stanovišť, v horských a tropických deštných lesích, na pouštích a savanách, některé druhy jsou vlhkomilné až vodní rostliny. Rod kuželovník (Sonneratia) je součástí mangrovových porostů Starého světa.
V české květeně je čeleď zastoupena 3 rody. Nejběžnějším druhem je kyprej vrbice (Lythrum salicaria), vzácněji se vyskytuje kyprej prutnatý (L. virgatum), kyprej yzopolistý (L. hyssopifolia), kalužník šruchový (Peplis portula) a kotvice plovoucí (Trapa natans). V evropské květeně je čeleď zastoupena kromě dalších druhů kypreje a kalužníku ještě rodem tuhanka (Ammannia).

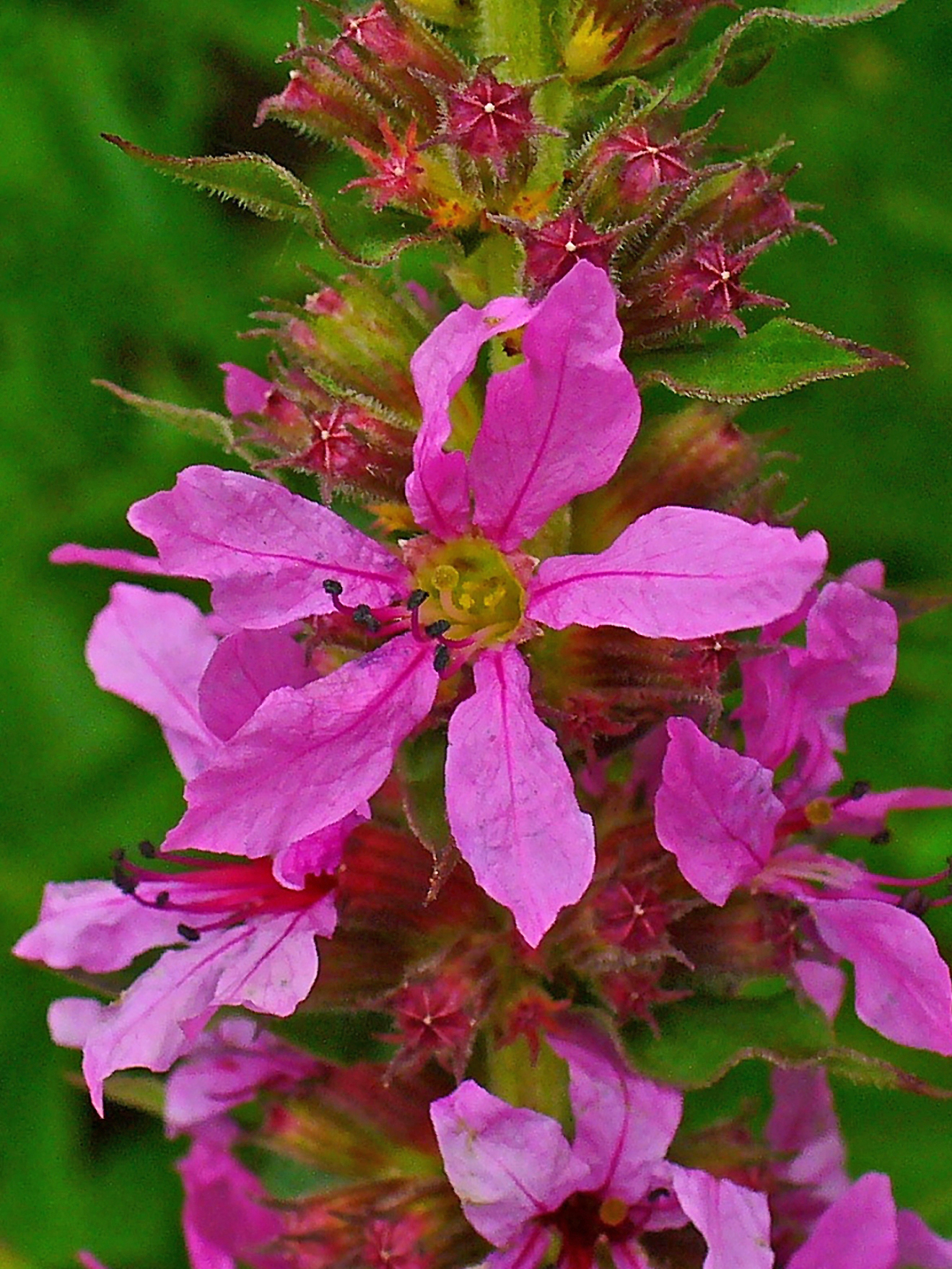
Detail květů kypreje vrbice (Lythrum salicaria)
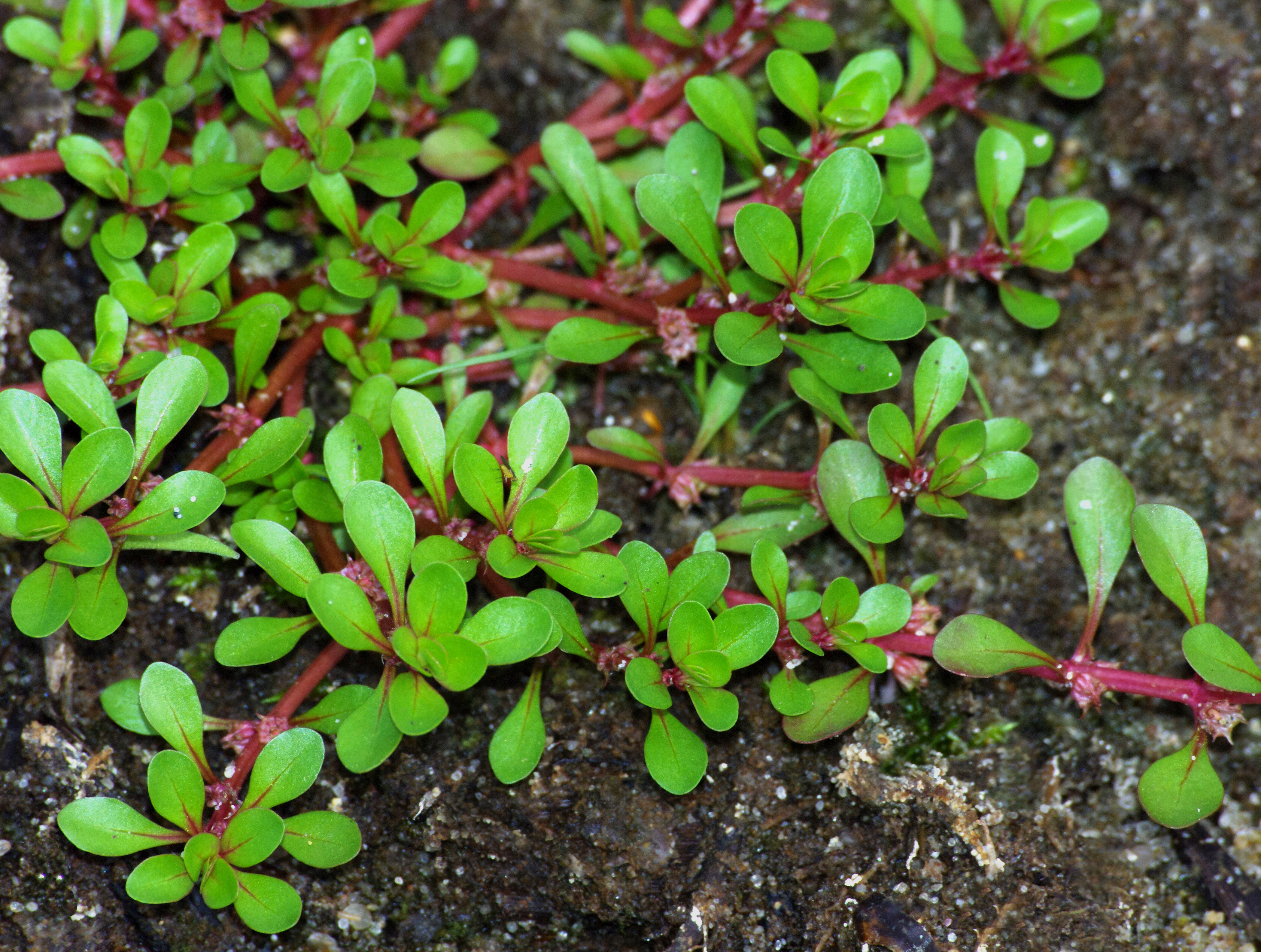
Kalužník šruchový (Peplis portula)
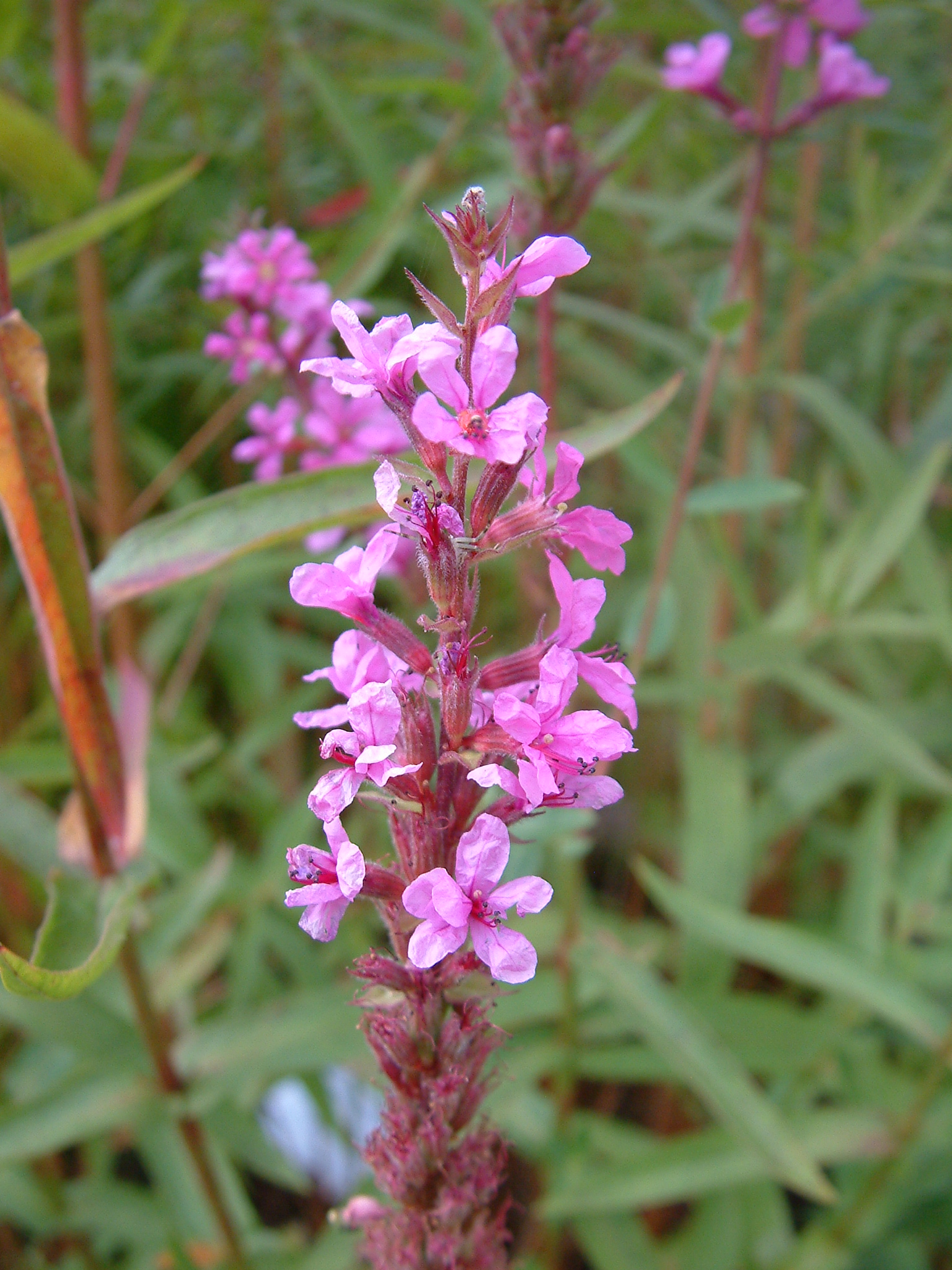
Kyprej prutnatý (L. virgatum)
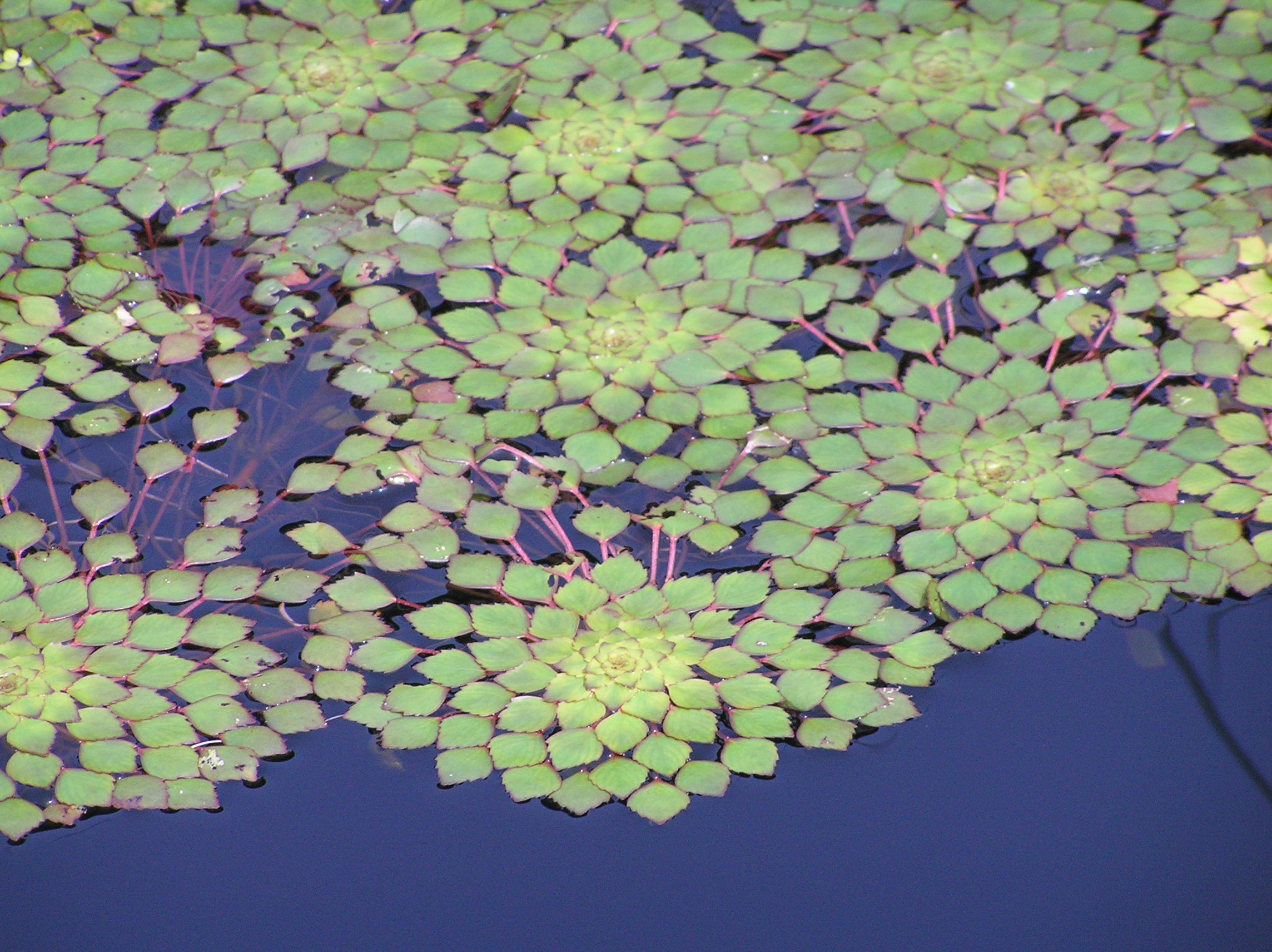
Porost kotvice plovoucí (Trapa natans)
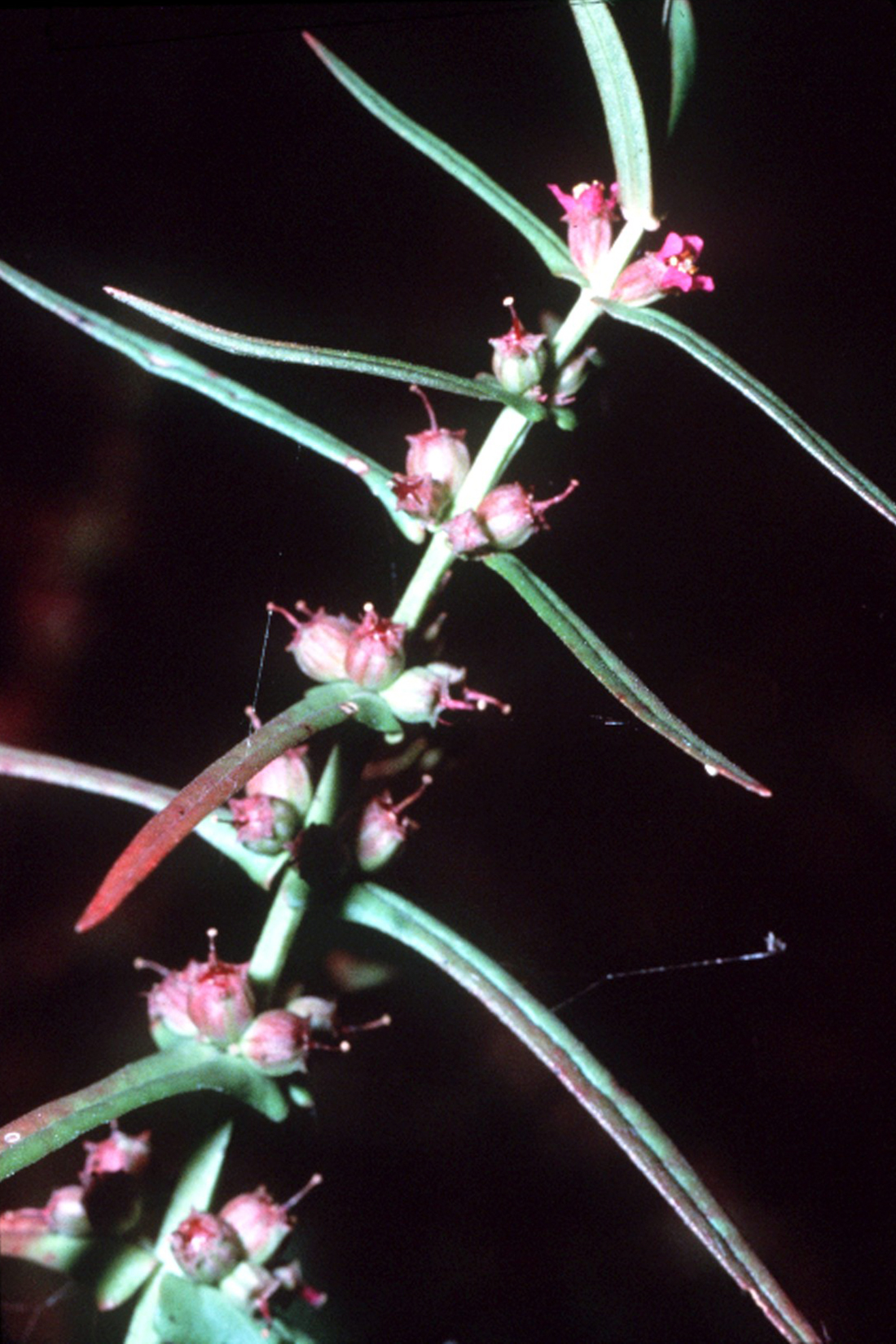
Tuhanka Ammannia coccinea

## Ekologické interakce
Květy kyprejovitých jsou nevonné a jsou navštěvovány rozličnými opylovači sbírajícími pyl nebo nektar, jako jsou včely, motýli a mouchy. Trubkovité květy některých druhů hlazence (Cuphea) jsou opylovány kolibříky. Větší květy rodů lafénzie (Lafoensia) a kuželovník (Sonneratia) jsou opylovány netopýry. Semena jsou nejčastěji šířena větrem nebo vodou. Samoopylení je u květů této čeledi často zabráněno různočnělečností. U některých zástupců je dokonce vyvinuta tristylie (např. rod Adenaria a některé druhy rodu kyprej).
Některé druhy např. z rodů lafénzie, Ginorea a Physocalymma jsou vysoké stromy dorůstající výšek přes 30 metrů.

## Taxonomie
V tradičních systémech byla čeleď kyprejovité řazena do řádu myrtotvaré (Myrtales), což bylo potvrzeno i molekulárními metodami. Podle kladogramů APG je nejblíže příbuznou skupinou čeleď pupalkovité (Onagraceae).
V systému APG byly do čeledi kyprejovité vřazeny 3 drobné blízce příbuzné čeledi: kotvicovité (Trapaceae), marhaníkovité (Punicaceae) a kuželovníkovité (Sonneratiaceae).
Rod kalužník (Peplis) bývá vřazován do rodu kyprej (Lythrum).

## Zástupci
- desetizub (Decodon)
- Diplusodon
- heimie (Heimia)
- henovník (Lawsonia)
- hlazenec (Cuphea)
- kalužník (Peplis)
- kolovka (Rotala)
- kotvice (Trapa)
- kuželovník (Sonneratia)
- kyprej (Lythrum)
- lafénzie (Lafoensia)
- marhaník (Punica)
- pemfis (Pemphis)
- pukol (Lagerstroemia), též lagestrémie
- tuhanka (Ammannia)[7]

## Význam
Plody marhaníku granátového (Punica granatum), pěstovaného pro ovoce již po tisíciletí, jsou známé jako granátové jablko. Jedlá jsou také velká semena různých druhů kotvice, zejména evropské kotvice plovoucí (Trapa natans) a asijských druhů Trapa bicornis a T. bispinosa.
Listy heimie Heimia salicifolia obsahují chinolisidinové alkaloidy a jsou v Mexiku používány jako halucinogen. Odvary z amerických druhů hlazence (Cuphea) a heimie (Heimia) a z asijské rostliny Woodfortia fruticosa jsou používány v místní lidové medicíně na nejrůznější neduhy.
Henovník bílý (Lawsonia inermis), keř rozšířený v tropech Starého světa, je zdrojem oranžového barviva známého jako henna. Z kůry mangrovových druhů kuželovníku Sonneratia alba a S. caseolaris jsou získávány třísloviny.
Různé druhy hlazence (Cuphea) bývají pěstovány jako letničky se zajímavými květy. Pukol okrouhlolistý (Lagerstromia indica) je nápadně kvetoucí nevysoký strom, často pěstovaný v tropech jako okrasná dřevina.
Kyprej vrbice (Lythrum salicaria) je v Severní Americe invazní rostlina.
Lafénzie (Lafoensia), rostoucí v Jižní Americe, má velmi tvrdé dřevo, které je využíváno zejména na stavby. Ze dřeva a listů je vyráběno žluté barvivo.

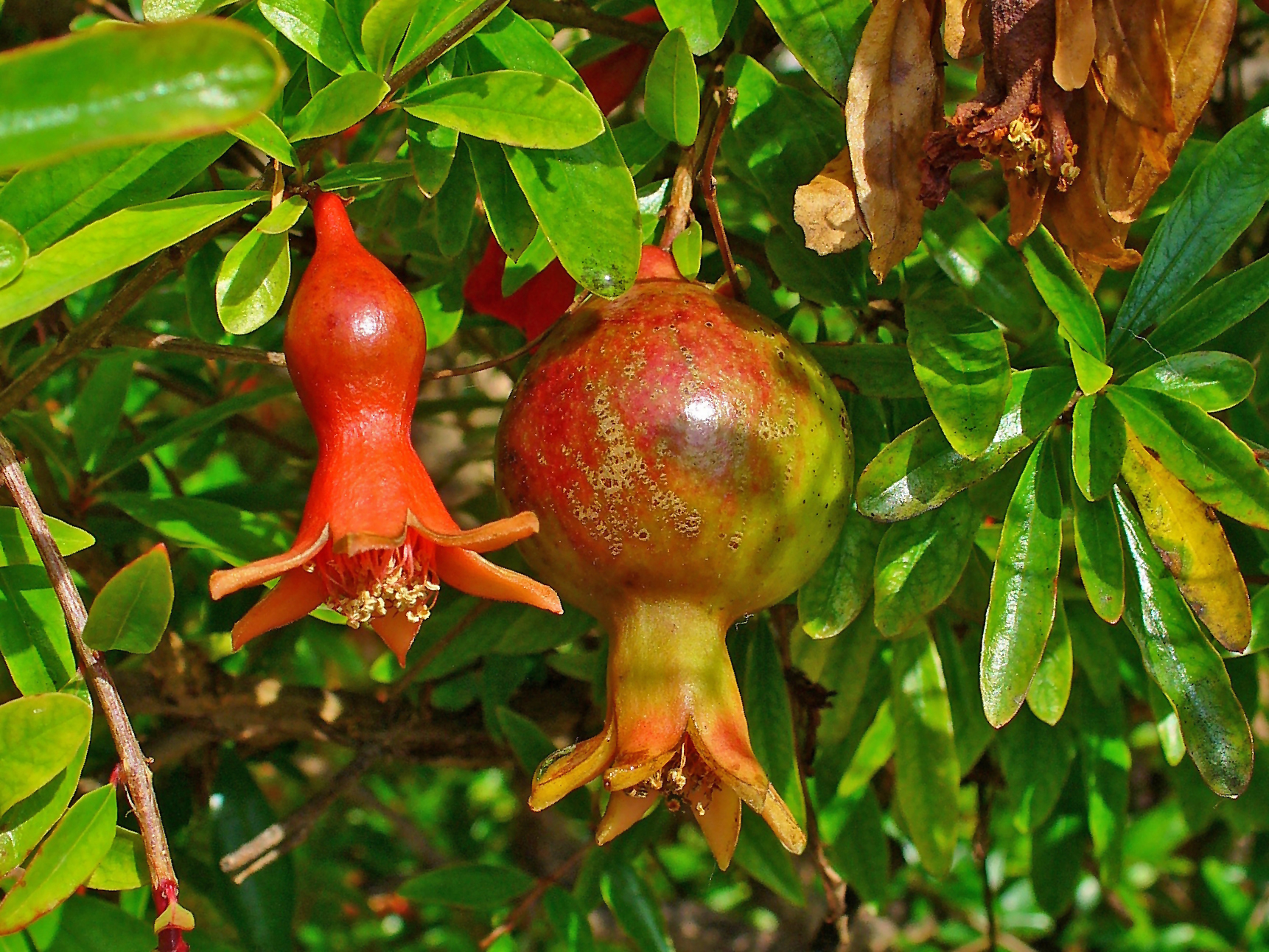
Marhaník granátový (Punica granatum)
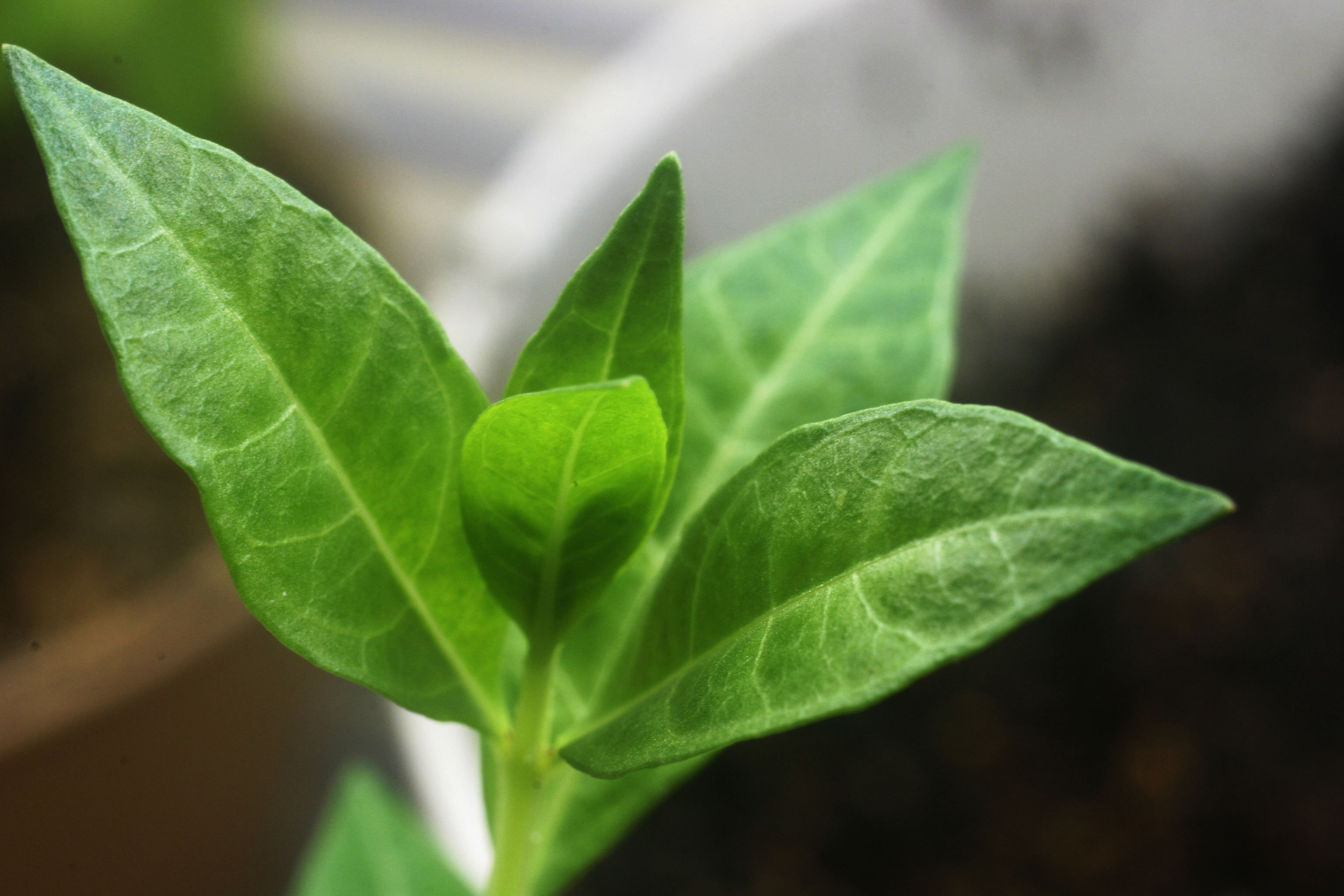
Detail listů henovníku bílého (Lawsonia inermis)
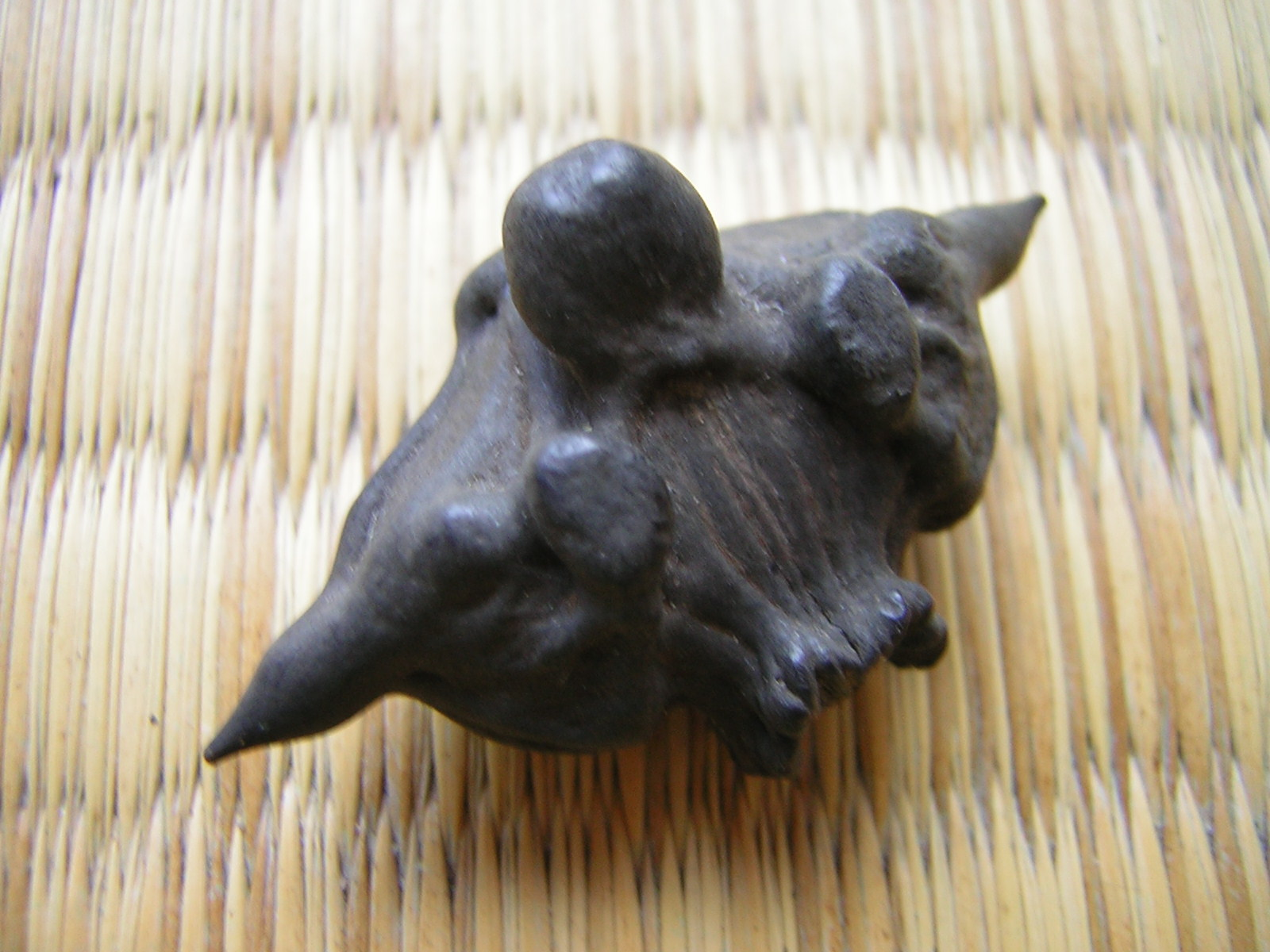
Oříšek kotvice plovoucí (Trapa natans)
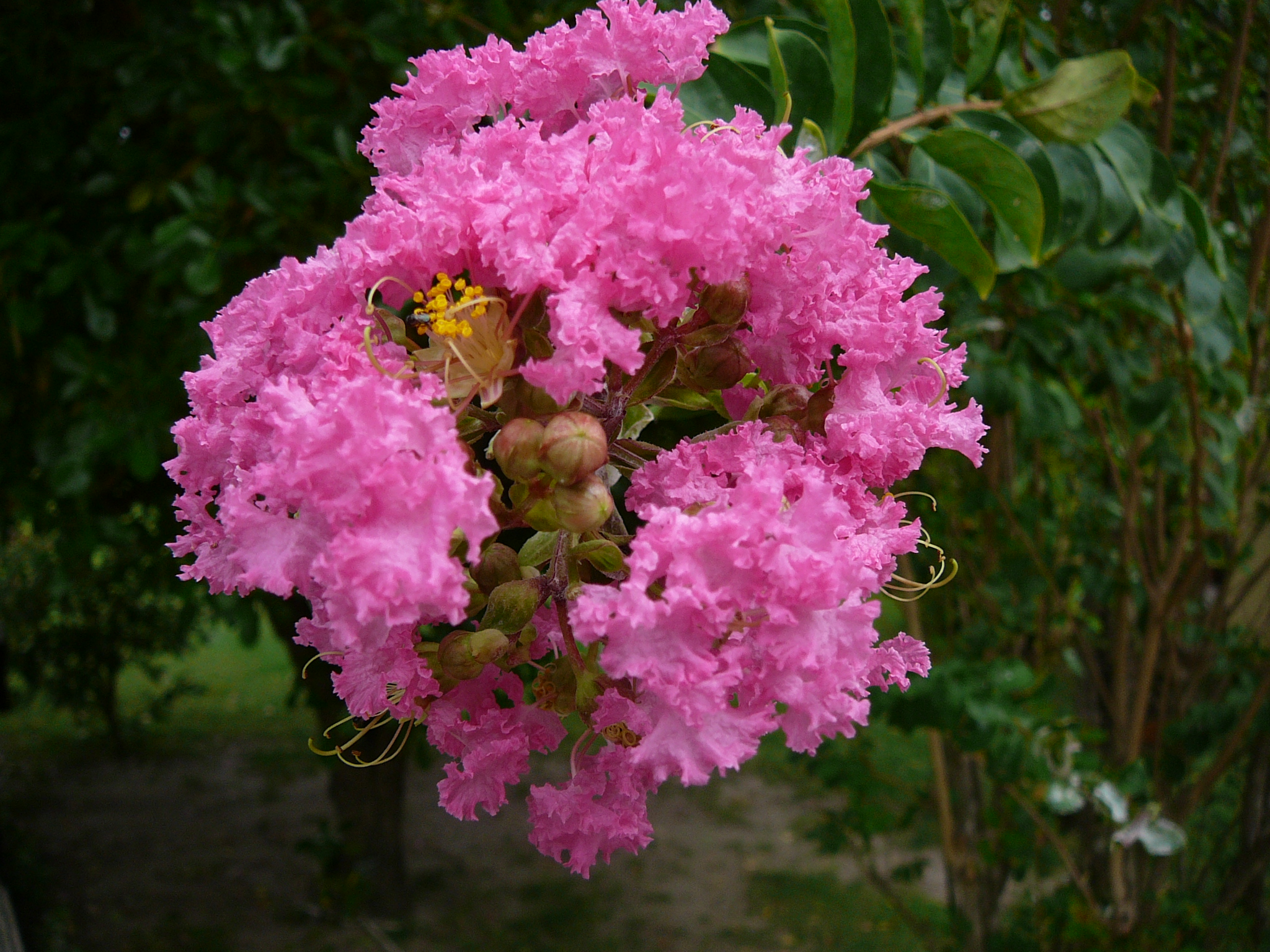
Kvetoucí pukol Lagerstroemia indica
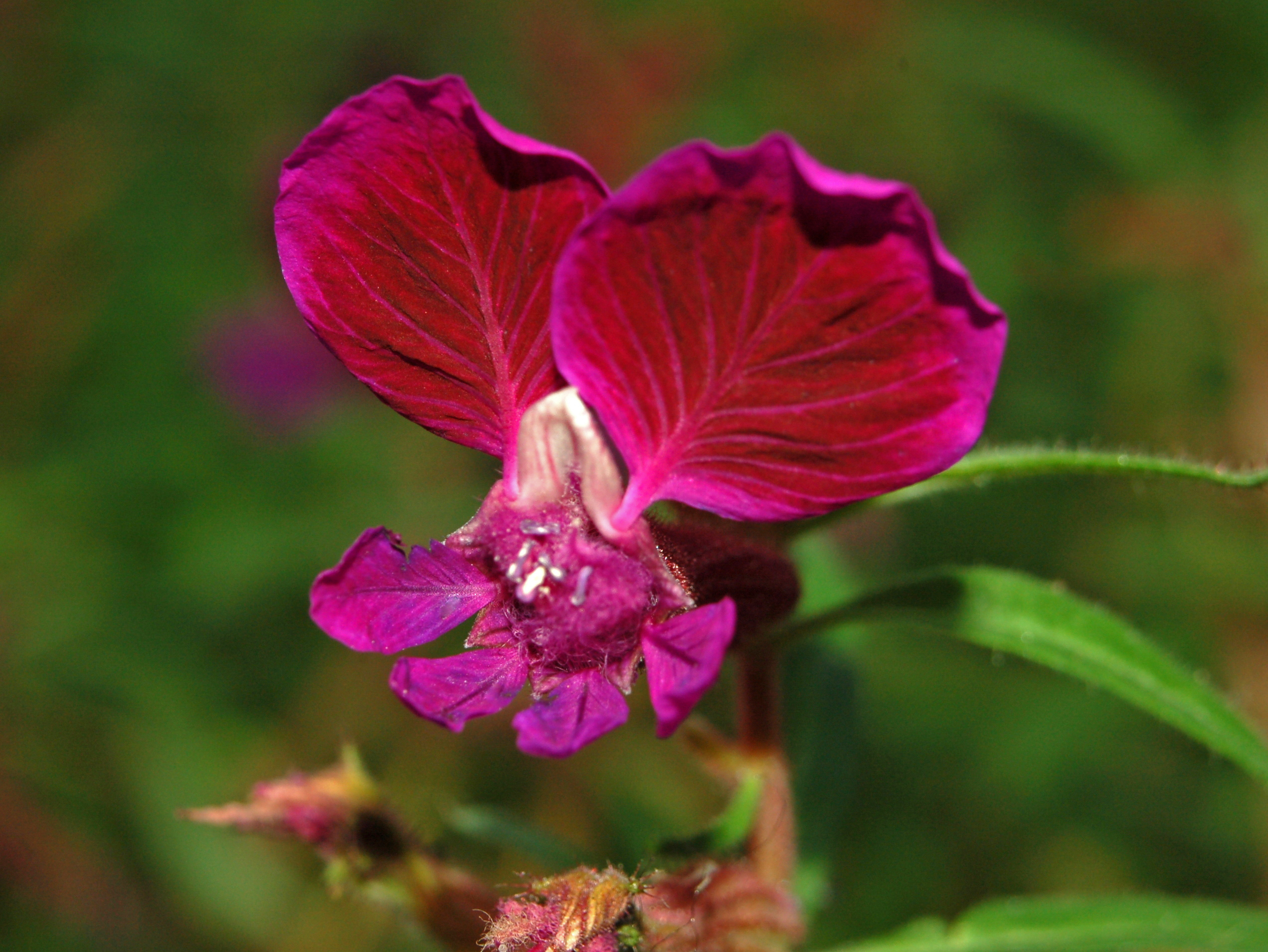
Hlazenec Cuphea lanceolata
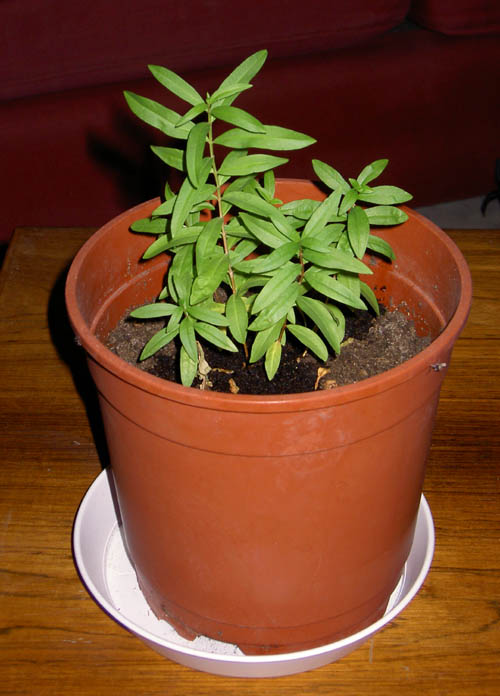
Heimie Heimia salicifolia

## Přehled rodů
Adenaria,
Ammannia (včetně Nesaea a Hionanthera),
Capuronia,
Crenea,
Cuphea,
Decodon,
Didiplis,
Diplusodon,
Duabanga,
Galpinia,
Ginoria (včetně Haitia),
Heimia,
Koehneria,
Lafoensia,
Lagerstroemia,
Lawsonia,
Lourtella,
Lythrum (včetně Peplis),
Pehria,
Pemphis,
Physocalymma,
Pleurophora,
Punica,
Rotala,
Sonneratia,
Tetrataxis,
Trapa,
Woodfordia